# Кузьмін Анастасій Дмитрович
Кузьмін Анастасій Дмитрович (? — † 3 січня 1826) — декабрист, поручик Чернігівського полку.

## Біографія
Виховивувся у Другому кадетському корпусі. Вступив до служби прапорщиком у 1817 року. 23 травня 1822 — поручик, командир 5 мушкетерської роти Чернігівського піхотного полку.
Член Товариства об'єднаних слов'ян. Учасник повстання Чернігівського полку. Під час бою при селі Ковалівки поранений. Після арешту застрілився. Похований у селі Триліси в спільній могилі зі Щепілло Михайлом Олексійовичем і Муравйовим-Апостолом Іполітом Івановичем. По сентенції Верховного суду наказано прибити його прізвище до шибениці.